# Araki Kae
Abe Kae (阿部 佳恵), ismertebb művésznevén Araki Kae (荒木 香恵) (Oszaka, 1966. november 6. –) japán szinkronszínésznő. 

## Élete és pályafutása
Karrierjét Micuisi Kotono helyettesítésével kezdte a Sailor Moon című animében, ahol később megkapta Csibiusza szerepét. Miközben szinkronszínésznek tanult, Josida Konami szinkronszínész volt a mentora, akivel szoros kapcsolatot ápolt. Araki jelenleg[mikor?] szabadúszó.

## Szerepei

### Anime
- 3-chōme no Tama Uchi no Tama Shirimasenka? (Koma)
- Aahari Manada (Miyuki)
- Armored Police Metal Jack (Sayuri Kamizaki)
- Ashita no Nadja (Simone Monterran)
- B Biidaman Bakugaiden V (Mermaid Bon)
- Babar (Flóra)
- Bonobono (Chirabi-chan)
- Cardcaptor Sakura (Akane)
- Ceres, Celestial Legend (Shōta Kurima)
- Chikyū SOS Sore Ike Kororin (Ozon Eko)
- Corrector Yui (Ai Shinozaki)
- Digimon Adventure (Kari Kamiya)
- Digimon Adventure 02 (Hikari Yagami)
- Digimon Frontier (Patamon)
- Flame of Recca (Yōko)
- Fushigi Yūgi (Miaka Yūki)
- Gilgamesh (Reiko Yushiro)
- Go Go Itsutsugo Ra·n·do (Kodama Morino)
- Great Teacher Onizuka (Nagisa Nagase)
- Gunsmith Cats ("Minnie" May Hopkins)
- Hand Maid May (Chigusa Tani)
- Hungry Heart Wild Striker (Kaori Doumoto)
- I Can Hear the Sea (Yumi Kohama)
- Ie Naki Ko Remi (Maria)
- Iketeru Futari (Akira Koizumi)
- Kodocha (Shizu)
- Little Women (Daisy)
- Let's Nupu Nupu (Hamster / Kyouzame-chan / Mari-chan)
- Lovely Complex (Mimi Yoshioka)
- Mahōjin Guru Guru (Juju Kū Shunamuru)
- Medabots (Nadako)
- Mirmo! (Otome, Marina)
- Mobile Fighter G Gundam (Cas Ronari)
- Mobile Suit Gundam Wing (Hilde Schbeiker)
- Mobile Suit Victory Gundam (Peggy Lee)
- Monster Rancher (Michelle)
- Pokémon (Sabrina/Natsume)
- RahXephon (Cathy McMahon)
- Sailor Moon (Csibiusza, Cukino Uszagi (44-50. rész), Black Lady)
- Shin Hakkenden (Tamazusa)
- Slayers Try (Anna)
- Super Radical Gag Family (Noriko Nishikawa)
- YAWARA! (Marusō)
- Yu-Gi-Oh! GX (Maiden of the Aqua)
- Zoids: Fuzors (Rebecca)

### OVA
- Gestalt (Ōri)
- Fushigi Yūgi series (Miaka Yūki)
- Guardian Hearts (Maya Ōba)
- Guardian Hearts: Power Up! (Maya Ōba)
- Gunsmith Cats (May "Minnie May" Hopkins)
- Juliette (An Nozaki)
- Mobile Suit Gundam 0083: Stardust Memory (Jacqueline Simone)

### Anime-filmek
- Digimon Adventure (Hikari Yagami/Hikari Kamiya)
- Juliette (An Nozaki)
- Mobile Suit Gundam 0083: The Last Blitz of Zeon (Jacqueline Simone)
- Sailor Moon R: The Movie (Csibiusza)
- Sailor Moon S: The Movie (Csibiusza)
- Sailor Moon Supers: The Movie (Csibiusza)

### Egyéb szinkron
- Thomas, a gőzmozdony (Alice, Mavis)
- Ed, Edd és Eddy (Sarah)
- Tudorok (Aragóniai Katalin, Klevei Anna, Catherine Parr)
- Totally Spies! (Sam)